# Ferrari 126C
A Ferrari 126C egy Formula–1-es versenyautó, amellyel a Scuderia Ferrari versenyzett először az 1981-es Formula–1 világbajnokság során, majd különféle átalakított változataival egészen 1984-ig. Az autó sikeres konstrukció volt, kétszer megnyerte a konstruktőri világbajnoki címet.

## Fejlesztése

### 126C (1981)
Az új autó létrejöttének célja az volt, hogy leváltsa az évek óta használt, és az előző évben katasztrofális teljesítményt nyújtó 312T típust. A kasztni nagyon hasonlított az 1980-as 312T5-ösre, a kisebb és keskenyebb V6-os turbómotorhoz és a szívóhatáshoz (ground effect) szükséges átalakításokkal. A Ferrari a motorban kezdetben turbó helyett Comprex rendszerrel kísérletezett, aminek megvolt az az előnye, hogy hasonlóan lehetett vezetni, mint egy szívómotoros autót (nem jelentkezett a turbómotorokra jellemző késleltetett teljesítményleadás). Jelentős gondot okozott azonban, hogy a rendszer elég magasan kinyúlt a motorból, és folyamatosan igényelte a friss levegő és a kipufogógáz elegyét. Éppen emiatt végül letettek a használatáról, és a hagyományos turbó mellett döntöttek.
1979 decemberében Enzo Ferrari leigazolta Nicola Materazzit, aki járatos volt a turbómotorok tervezésében. Akkoriban a Formula–1-ben a Renault volt az, amely rengeteget kísérletezett a turbóval, több-kevesebb sikerrel. Materazzi látta a Comprex rendszer előnyeit és hátrányait is, és először úgy tervezte meg a motort, hogy két kisebb Comprex rendszert épített volna bele, hidraulikus kuplunggal vezérelve. Végül az egyszerűbb kivitelezhetőség miatt maradt a turbónál. Az új autó a 126CK megnevezést kapta ekkor.
Első bevetésére az 1980-as olasz nagydíjon került sor, ahol kiderült, hogy sokkal jobb, mint a 312T5-ös. Gilles Villeneuve egyedül a vezethetőségre panaszkodott. Ebből kifolyólag igazán a gyors pályák feküdtek neki, amik kevésbé voltak technikásak. Az autó az 1981-es világbajnokság során versenyzett, korai megbízhatósági problémái miatt Villeneuve érdemben nem volt harcban a világbajnoki címért, de kétszer tudott futamot is nyerni.
Didier Pironi volt a másik pilóta, ő, és Harvey Postlethwaite mérnök azon az állásponton voltak, hogy a nehéz vezethetőséget a rossz aerodinamika okozta, ami miatt csekély volt a leszorítóerő. Nem segített sokat az abban az évben szinte minden csapat által használt, a teljesítmény növelése érdekében bevetett kemény felfüggesztés sem. Emiatt a kanyarokban az autó hajlamos volt megcsúszni, még mielőtt a szívóhatás az aszfalthoz tapasztotta volna az autót, káros oldalerőkkel hatva a pilótákra, és a gumikat is jobban koptatva. A motor esetében is fennállt az alapvető hiba: a késleltetett, majd hirtelen felszaladó turbóhatás, hiába volt abban az évben a legerősebb a Ferrari motorja, ezt nem igazán tudták kihasználni.

### 126C2 (1982)
A következő szezonra jelentős mértékben áttervezték az autót. Átépítették és megbízhatóbbá tették a turbómotort, a kasztnit pedig teljesen átalakították. Ennek eredményeként jött létre a Ferrari első szénszálas-alumínium kompozit monocoque kasztnija, mellyel az általában mindig is külön utakon járó Ferrari sokat átvett brit riválisaitól. A 126C2 már jóval könnyebben kezelhető volt, egyedüli hátránya a nagyobb tömegből adódó lassabb kanyarsebesség volt. Villeneuve és Pironi a szezon eleji teszteken a leggyorsabbak voltak, és bizakodva vághattak neki az új idénynek – még úgy is, hogy Pironi hatalmas balesetet szenvedett a Paul Ricard versenypályán történő teszt során, amit csak csodával határos módon úszott meg élve.
A szezont ennek ellenére nem kezdték túl jól, pont nélkül zárták a nyitó dél-afrikai nagydíjat. Long Beach-en egy szokatlan hátsó szárnnyal jelentek meg: lényegében két kicsi, a szabályoknak megfelelően pont a minimális méretű szárnyat raktak fel egymás mellé úgy, hogy azokat középen rögzítette a kasztnihoz egy elem. Így lényegében a két kis szárny egyetlen nagy duplaszárnyat adott ki. A Ferrari részéről ez egy üzenet volt, ugyanis az előző futamon a Williams és a Brabham csapatát érték tetten trükközésen a vízhűtésű fékjeikkel, azonkívül javában zajlott a FISA–FOCA háború, a csapat pedig így mutatta meg, hogy a szabályokat milyen egyszerű kijátszani. Villeneuve-öt mindenesetre diszkvalifikálták, pedig harmadik helyen ért célba (Pironit csak azért nem, mert kiesett). Ezt követően San Marinóban a Ferrari kettős győzelmet aratott, amely mégis botrányos volt: Villeneuve megvádolta Pironit, hogy azzal, hogy nem engedte őt nyerni, megszegte a csapatutasítást. Kettejük közt megromlott a viszony, amit már helyrehozni sem volt lehetőség: a következő versenyen Villeneuve horrorisztikus balesetet követően szörnyethalt, így Pironi lett a csapat egyes számú pilótája. Csakhogy Németországban Pironi is óriási balesetet szenvedett, aminek következtében fel kellett hagynia a versenyzéssel. A Ferrari azonban még így is képes volt megnyerni a konstruktőri bajnoki címet.
Az autó az idény során folyamatosan fejlesztés alatt állt, új szárnyakat és átdolgozott kasztnit kapott, a motor teljesítményét pedig megnövelték. Hogy növeljék a leszorítóerőt, transzverzálisról longitudinálisra cserélték a váltót is.

### 126C2B és 126C3 (1983)
1983-ban a padlólemezeknek tökéletesen síknak kellett lenniük, ezt írta elő a szabálykönyv a szívóhatás csökkentése érdekében. Kezdetben a Ferrari az előző évi autó átépítésével kísérletezett, ez volt a 126C2B modell. Az évet ezzel az autóval kezdték meg. Hogy az elvesztett leszorítóerőt pótolják, egy túlméretezett hátsó szárnyat kezdtek el használni, és a motorerőt is megnövelték, kb. 800 lóerőre.
A brit nagydíjtól kezdve a 126C3-mal versenyeztek, az utána következő német nagydíjat Arnoux meg is nyerte. Megtartva a túlméretes hátsó szárnyat a csapat még három győzelmet szerzett, és mind René Arnoux, mind csapattársa, Patrick Tambay harcban voltak a világbajnoki címért, amit csak megbízhatósági gondok miatt vesztettek el. A csapat mindazonáltal ebben az évben is konstruktőri bajnok lett.

### 126C4 (1984)
A McLaren ebben az évben mutatta be az MP4/2 jelzésű, rendkívül sikeres versenyautóját, ami sokkal jobb volt, mint a Ferrari, és dominálta az évet. Mindössze egyetlen győzelmet arattak, mégpedig Belgiumban, ahol Michele Alboreto szintén első győzelmét aratta a csapattal. Ugyanezen a futamon szerezték egyetlen pole pozíciójukat. A Ferrari végül konstruktőri második lett.
Habár a Ferrari-motor körülbelül 850 lóerő leadására volt képes, s így a legerősebb BMW- és Renault-motorokkal volt egálban, az autó kevés leszorítóerőt tudott produkálni, ami miatt kicsi volt a tapadása. Tapadást pedig csak a szárnybeállítások megváltoztatásával tudtak nyerni, ami pedig sebességcsökkenéssel járt, és mellékhatásként növelte az üzemanyagfogyasztást is.

## Galéria

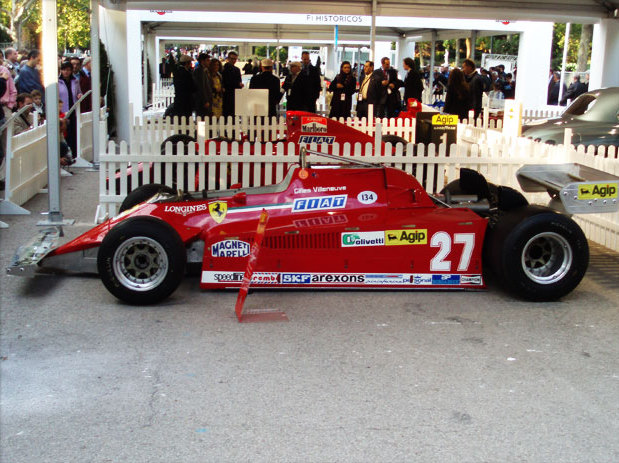
126CK
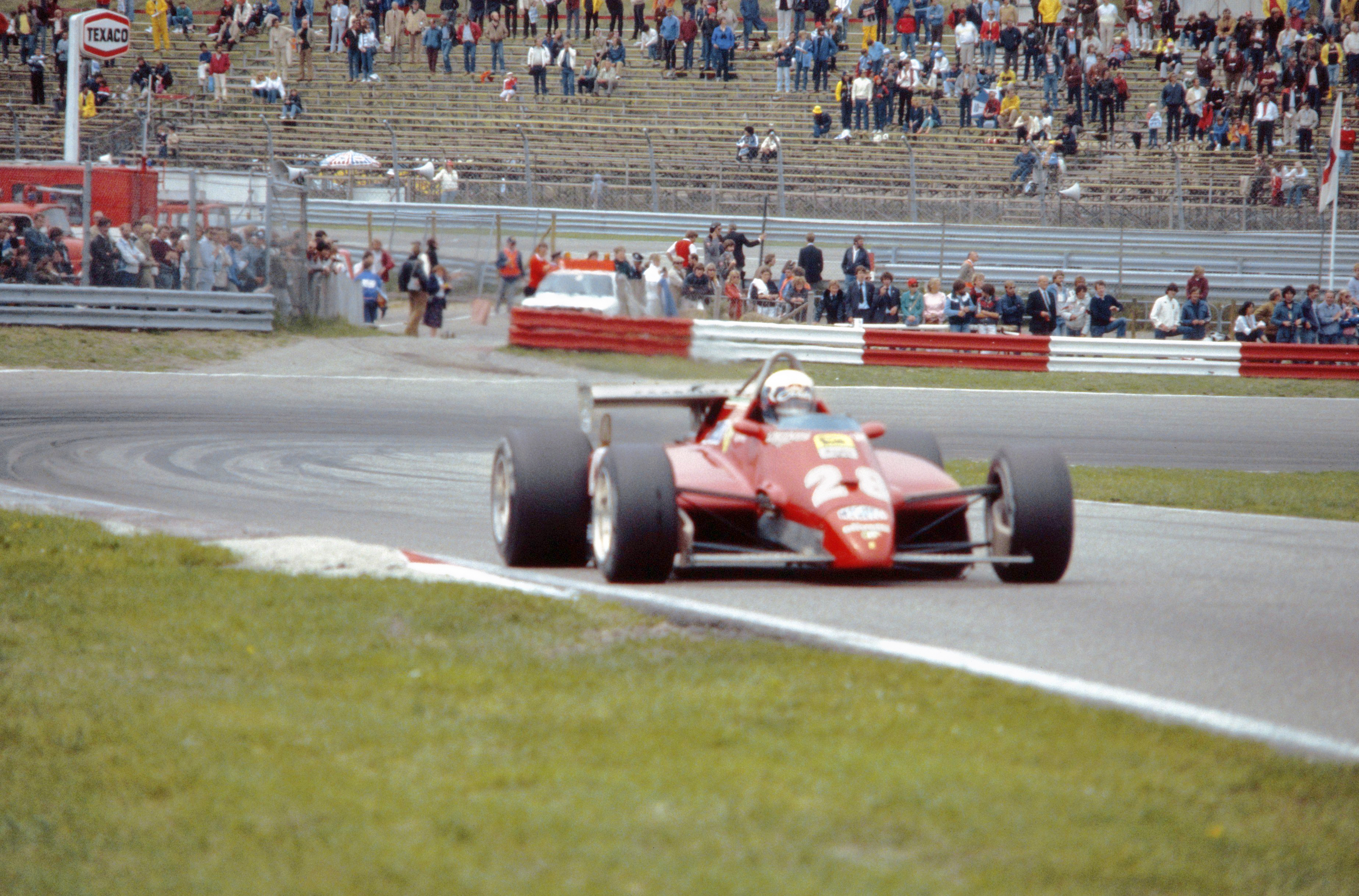
126C2
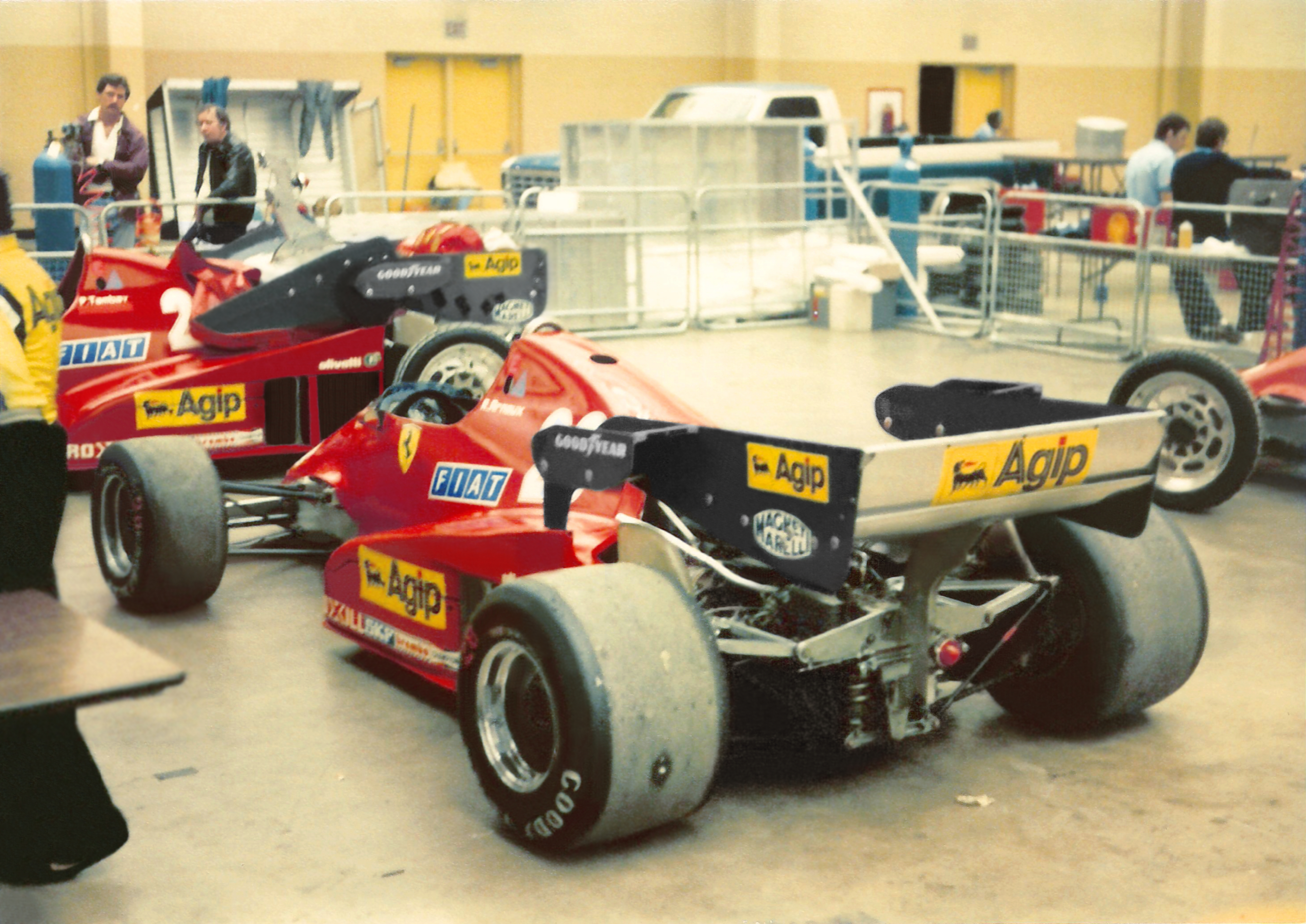
126C2B
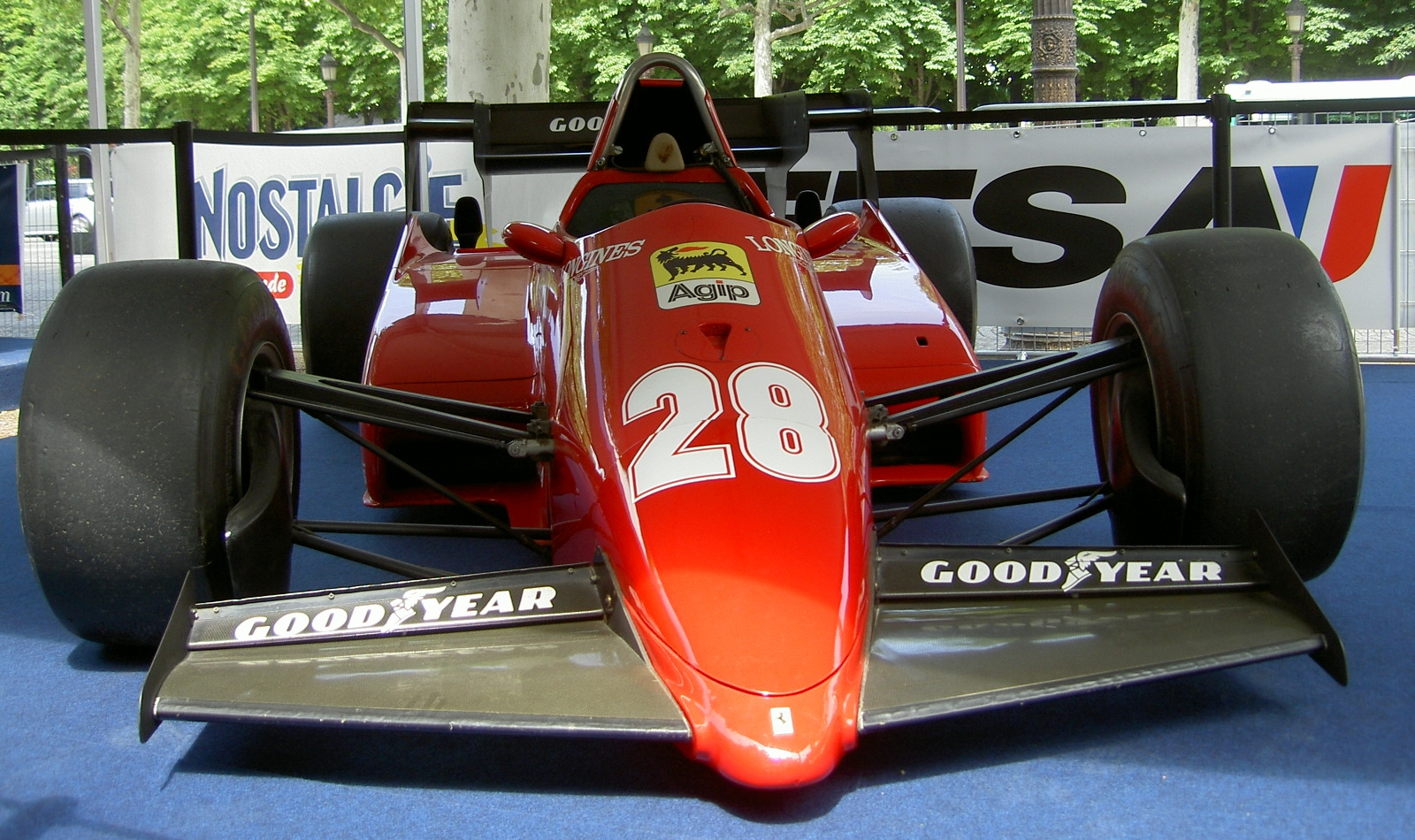
126C3
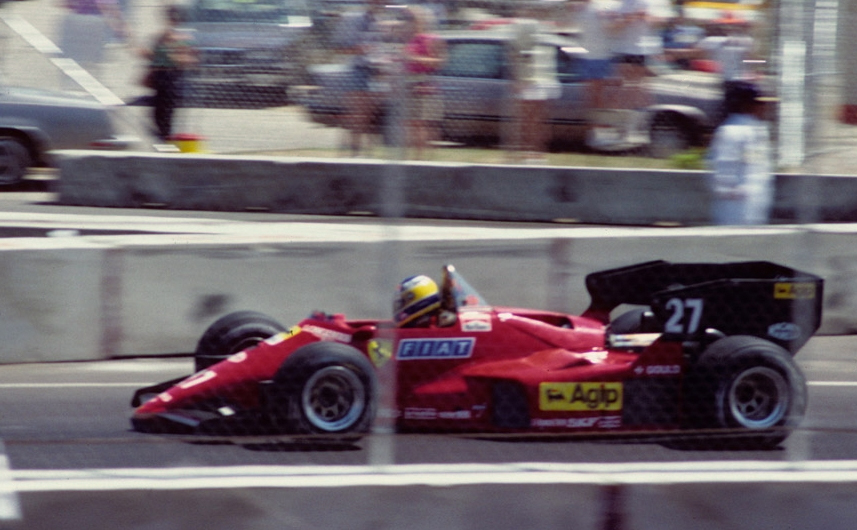
126C4
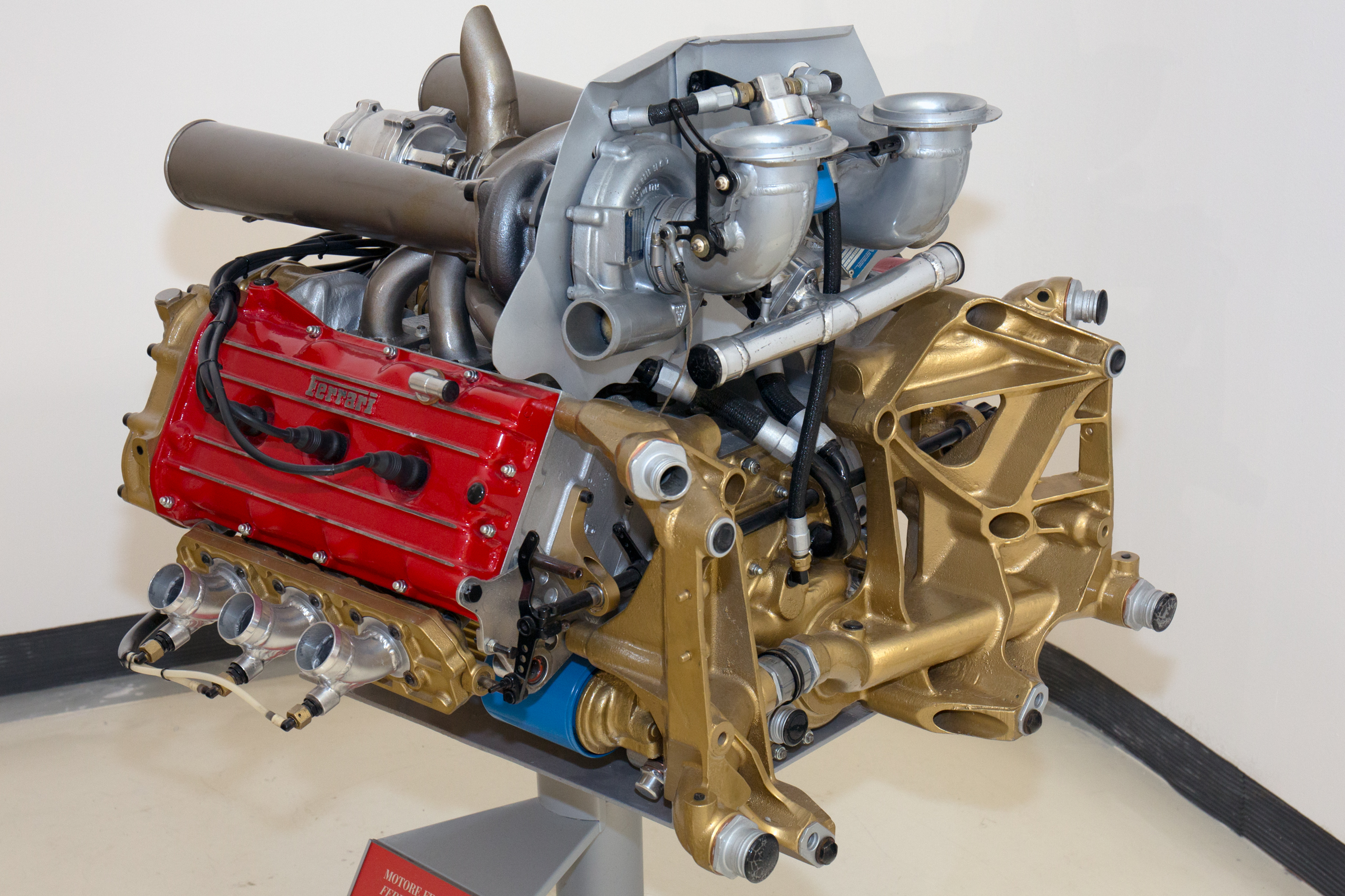
Ferrari 021 motor

## Eredmények
(félkövér jelöli a pole pozíciót, dőlt betű a leggyorsabb kört)
| Év   | Kasztni      | Motor       | Gumik | Pilóták           | 1   | 2   | 3   | 4   | 5   | 6   | 7   | 8   | 9   | 10  | 11  | 12  | 13  | 14  | 15  | 16  | Pontok | Helyezés |
| ---- | ------------ | ----------- | ----- | ----------------- | --- | --- | --- | --- | --- | --- | --- | --- | --- | --- | --- | --- | --- | --- | --- | --- | ------ | -------- |
| 1981 | 126CK        | Ferrari 021 | M     |                   | USW | BRA | ARG | SMR | BEL | MON | ESP | FRA | GBR | GER | AUT | NED | ITA | CAN | CPL |     | 34     | 5.       |
| 1981 | 126CK        | Ferrari 021 | M     | Gilles Villeneuve | KI  | KI  | KI  | 7   | 4   | 1   | 1   | KI  | KI  | 10  | KI  | KI  | KI  | 3   | KIZ |     | 34     | 5.       |
| 1981 | 126CK        | Ferrari 021 | M     | Didier Pironi     | KI  | KI  | KI  | 5   | 8   | 4   | 15  | 5   | KI  | KI  | 9   | KI  | 5   | KI  | 9   |     | 34     | 5.       |
| 1982 | 126C2        | Ferrari 031 | G     |                   | RSA | BRA | USW | SMR | BEL | MON | DET | CAN | NED | GBR | FRA | GER | AUT | SUI | ITA | CPL | 74     | 1.       |
| 1982 | 126C2        | Ferrari 031 | G     | Gilles Villeneuve | KI  | KI  | KIZ | 2   | NI  |     |     |     |     |     |     |     |     |     |     |     | 74     | 1.       |
| 1982 | 126C2        | Ferrari 031 | G     | Didier Pironi     | 18  | 6   | KI  | 1   | NI  | 2   | 3   | 9   | 1   | 2   | 3   | NI  |     |     |     |     | 74     | 1.       |
| 1982 | 126C2        | Ferrari 031 | G     | Patrick Tambay    |     |     |     |     |     |     |     |     | 8   | 3   | 4   | 1   | 4   | NI  | 2   | NI  | 74     | 1.       |
| 1982 | 126C2        | Ferrari 031 | G     | Mario Andretti    |     |     |     |     |     |     |     |     |     |     |     |     |     |     | 3   | KI  | 74     | 1.       |
| 1983 | 126C2B 126C3 | Ferrari 031 | G     |                   | BRA | USW | FRA | SMR | MON | BEL | DET | CAN | GBR | GER | AUT | NED | ITA | EUR | RSA |     | 89     | 1.       |
| 1983 | 126C2B 126C3 | Ferrari 031 | G     | Patrick Tambay    | 5   | KI  | 4   | 1   | 4   | 2   | KI  | 3   | 3   | KI  | KI  | 2   | 4   | KI  | KI  |     | 89     | 1.       |
| 1983 | 126C2B 126C3 | Ferrari 031 | G     | René Arnoux       | 10  | 3   | 7   | 3   | KI  | KI  | KI  | 1   | 5   | 1   | 2   | 1   | 2   | 9   | KI  |     | 89     | 1.       |
| 1984 | 126C4        | Ferrari 031 | G     |                   | BRA | RSA | BEL | SMR | FRA | MON | CAN | DET | DAL | GBR | GER | AUT | NED | ITA | EUR | POR | 57.5   | 2.       |
| 1984 | 126C4        | Ferrari 031 | G     | René Arnoux       | KI  | KI  | 3   | 2   | 4   | 3   | 5   | KI  | 2   | 6   | 6   | 7   | 11  | KI  | 5   | 9   | 57.5   | 2.       |
| 1984 | 126C4        | Ferrari 031 | G     | Michele Alboreto  | KI  | 11  | 1   | KI  | KI  | 6   | KI  | KI  | KI  | 5   | KI  | 3   | KI  | 2   | 2   | 4   | 57.5   | 2.       |

## Fordítás
Ez a szócikk részben vagy egészben  a   Ferrari 126C című angol Wikipédia-szócikk ezen változatának fordításán alapul.  Az eredeti cikk szerkesztőit annak laptörténete sorolja fel. Ez a jelzés csupán a megfogalmazás eredetét és a szerzői jogokat jelzi, nem szolgál a cikkben szereplő információk forrásmegjelöléseként.